# Formuła atomowa
Formuła atomowa (formuła prosta) – formuła, która nie ma żadnych właściwych podformuł. Rodzaje formuł atomowych zależą od rodzaju używanej logiki.
Formuły, które nie są atomowe nazywamy złożonymi.

## Rachunek zdań
W rachunku zdań jedynymi rodzajami atomów są zmienne zdaniowe: {\displaystyle p,q,r,\dots }

## Rachunek kwantyfikatorów
W klasycznym rachunku predykatów (logice pierwszego rzędu) określamy formuły atomowe w następujący sposób:
Niech {\displaystyle \tau } będzie ustalonym alfabetem (tzn. zbiorem stałych, symboli funkcyjnych i symboli relacyjnych) i niech {\displaystyle x_{0},x_{1},\dots } będzie (nieskończoną) listą używanych zmiennych. Przypomnijmy, że termy języka {\displaystyle {\mathcal {L}}(\tau )} są zdefiniowane jako elementy najmniejszego zbioru {\displaystyle \mathbf {T} } takiego, że:
- wszystkie stałe i zmienne należą do {\displaystyle \mathbf {T} ,}
- jeśli {\displaystyle t_{1},\dots ,t_{n}\in \mathbf {T} } i {\displaystyle f\in \tau } jest {\displaystyle n}-arnym symbolem funkcyjnym, to {\displaystyle f(t_{1},\dots ,t_{n})\in \mathbf {T} .}

Formuły atomowe języka {\displaystyle {\mathcal {L}}(\tau )} to wyrażenia
- {\displaystyle t_{1}=t_{2}} gdzie {\displaystyle t_{1},t_{2}\in \mathbf {T} ,} oraz
- {\displaystyle P(t_{1},\dots ,t_{n})} gdzie {\displaystyle t_{1},\dots ,t_{n}\in \mathbf {T} } zaś {\displaystyle P\in \tau } jest {\displaystyle n}-arnym symbolem relacyjnym.

Przykłady
- Rozważmy język {\displaystyle {\mathcal {L}}(\{\in \})} teorii mnogości (czyli {\displaystyle \in } jest binarnym symbolem relacyjnym). Formuły atomowe w tym języku to fomuły postaci {\displaystyle x_{i}=x_{j}} oraz {\displaystyle x_{i}\in x_{j}.}
- Przykładami formuł atomowych w języku {\displaystyle {\mathcal {L}}(\{*\})} teorii grup (czyli {\displaystyle *} jest binarnym symbolem funkcyjnym) są:

{\displaystyle x_{1}*x_{1}=x_{1},}
{\displaystyle x_{1}*x_{2}=x_{2}*x_{1},}
{\displaystyle (x_{1}*x_{2})*x_{3}=x_{1}*(x_{2}*x_{3}).}
- Rozważmy teraz język {\displaystyle {\mathcal {L}}(\{+,\cdot ,0,1,\leqslant \})} ciał uporządkowanych (zatem {\displaystyle +,\cdot } są binarnymi symbolami funkcyjnymi, a {\displaystyle \leqslant } jest binarnym symbolem relacyjnym). Następujące wyrażenia są formułami atomowymi w tym języku:

{\displaystyle 0\leqslant x_{1}\cdot x_{1},}
{\displaystyle x_{1}+x_{2}=x_{2}\cdot x_{1},}
{\displaystyle x_{1}\leqslant (x_{1}+x_{2})\cdot (x_{2}+1).}